# Ingenjör

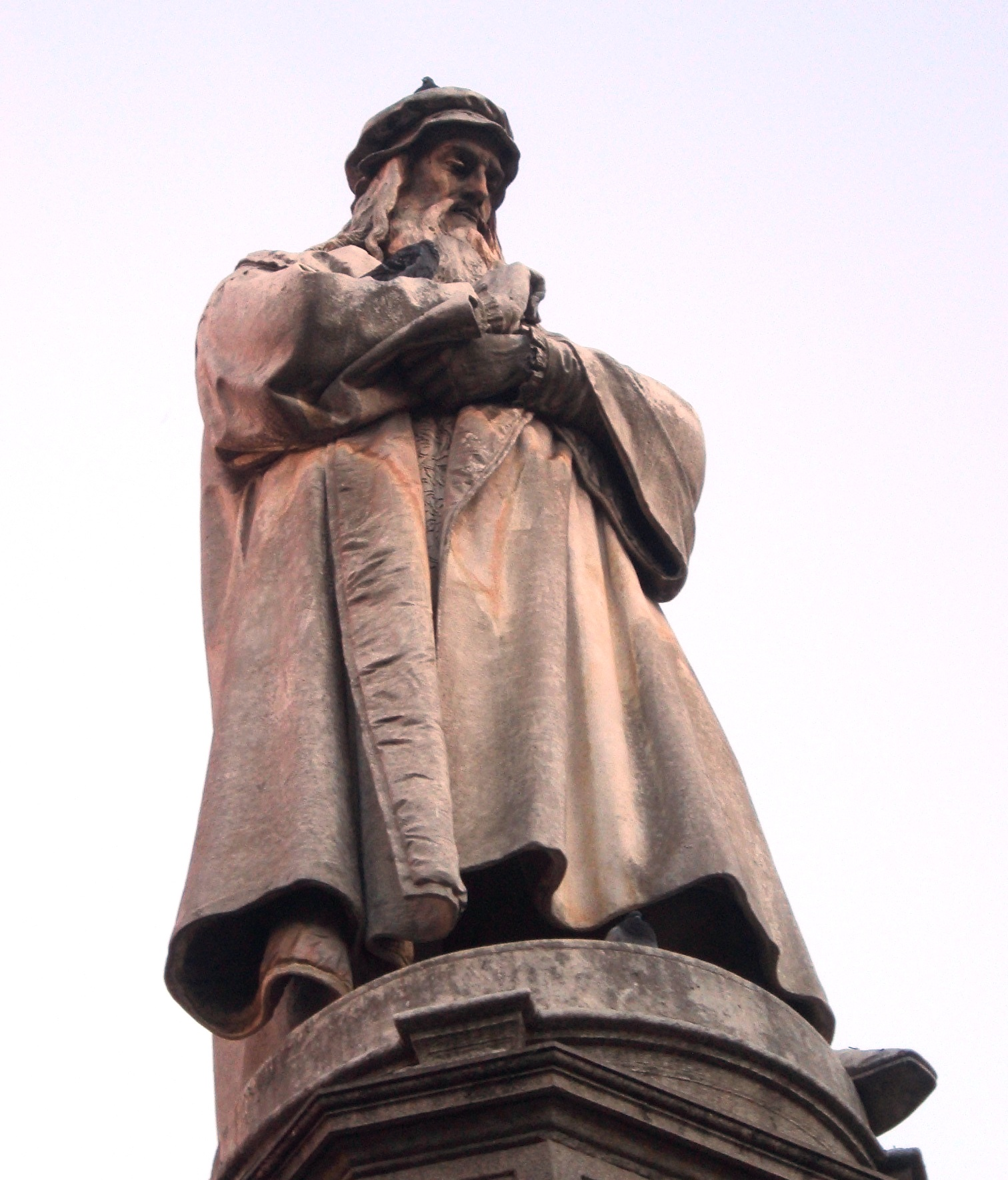
Leonardo da Vinci på Piazza della Scala i Milano. Staty av Pietro Magni.

Ingenjör är en titel för professionella utövare av ingenjörskonst, som i sitt yrke utvecklar, designar, bygger och testar maskiner, komplexa system, strukturer och material för att uppfylla ställda krav samtidigt som hänsyn ges till säkerhet och kostnad. För att få titulera sig ingenjör krävs i många europeiska länder en femårig universitetsexamen på avancerad nivå, som ofta avslutas med ett större projekt eller avhandling. I Sverige motsvaras detta av en civilingenjörsexamen. Ingenjörers arbete utgör länken mellan vetenskapliga upptäckter och deras tillämpning på behov i samhället.

## Olika sorters ingenjör
Det finns många olika fält där ingenjörer kan jobba, och det krävs ofta specialiserad kunskap för att utveckla teknik och produkter inom något område. Normalt är ingenjörer djupt skolade inom ett område, men de flesta har även grundläggande kunskap om närliggande fält. Till exempel innehåller de flesta ingenjörsutbildningar någon form av programmering och fysik utöver det som krävs för att lösa de specifika uppgifter som en ingenjör brukar stöta på inom sitt fackområde.
Ingenjörer kan anställas på heltid av företag och myndigheter som arbetar med någon slags teknikutveckling, eller på ett konsultbolag som säljer sina tjänster till andra företag.

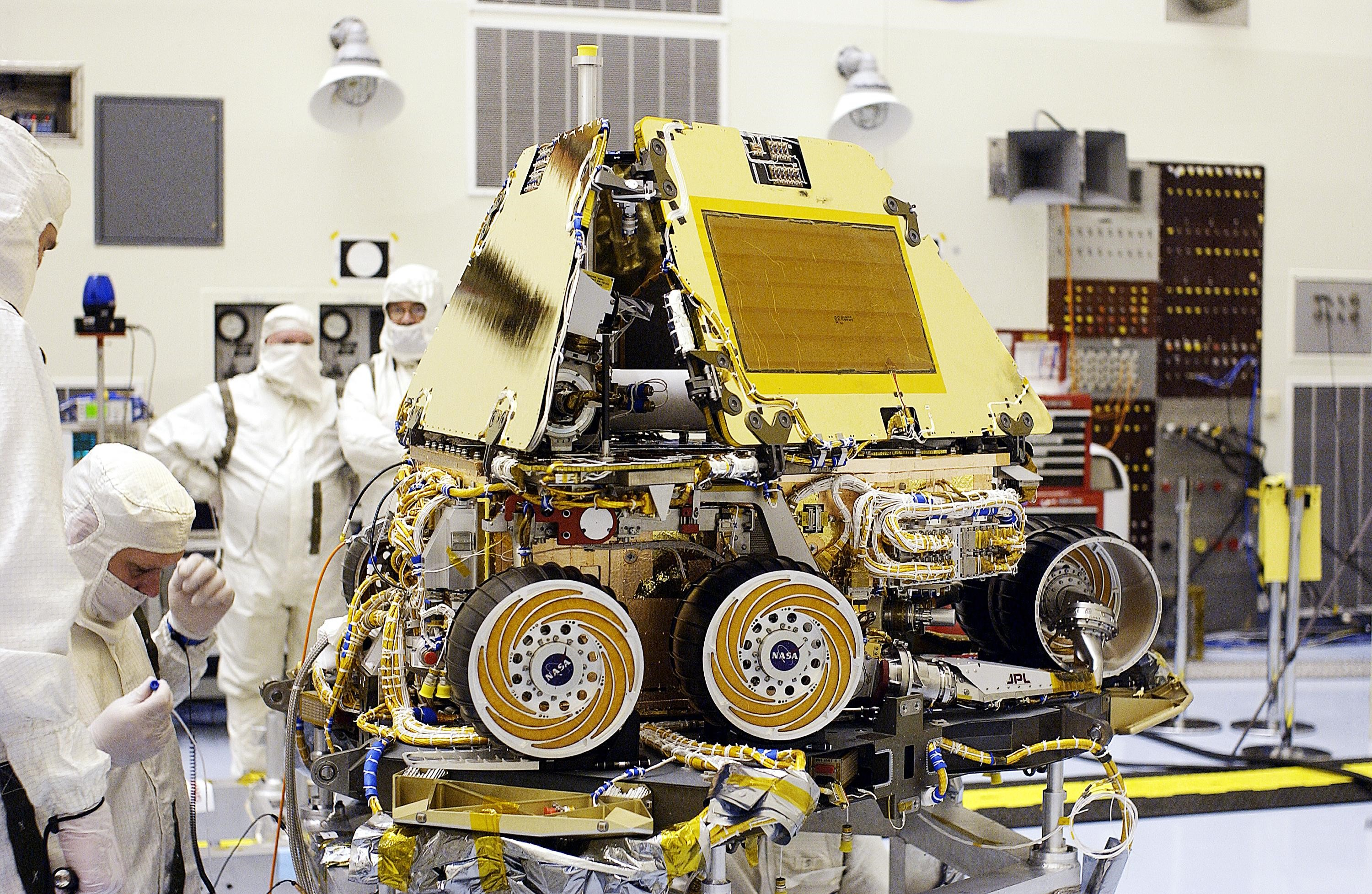
Mars Exploration Rover-2.

Ingenjörer som utvecklar tekniska lösningar arbetar ofta i tvärvetenskapliga arbetslag. För att designa en robot kan det ofta krävas minst tre olika sorters ingenjörer. En maskiningenjör designar de mekaniska delarna och konstruktionen. En elektroingenjör utformar det elektriska systemet, dvs. sensorer, elektronik, och kontrollkretsen. Slutligen skulle en dataingenjör utveckla mjukvaran som får roboten att uppträda korrekt. Ingenjörer som vill göra karriär blir ofta projektledare och går senare vidare som chefer för avdelningar, divisioner och så småningom som verkställande direktörer.
Idag är det vanligt att verkställande direktörer på stora bolag är civilingenjörer i grunden. 82 företag noterade på Stockholmsbörsen hade en VD med civilingenjörsbakgrund. Skolorna som utbildat flest verkställande direktörer på Stockholmsbörsen är KTH (33), HHS (31) och LiTH (21).

## Etymologi och historik

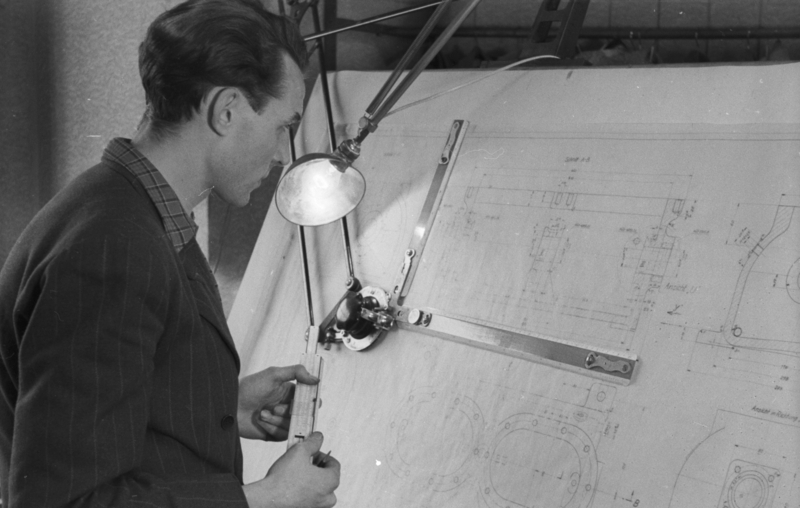
Ritbord, som senare ersattes av CAD-program.

Ordet ingenjör har sitt ursprung i det latinska ordet ingeniare ("snärja, utforma") och ytterst från ingenium ("klokhet").  Den allra första civila ingenjörsutbildningen startades i Tyskland år 1702 med inriktning mot gruvbrytning och metallhantering. Därefter etablerades ingenjörsutbildningar i Frankrike. École polytechnique (1794) kallades från början för "École centrale des travaux publics" (Centrala skolan för offentliga arbeten).
I Sverige startade den första ingenjörsutbildningen 1822 vid Bergsskolan i Falun. Bergsskolan utbildade ingenjörer inom bergsvetenskap och gruvdrift. Några år senare påbörjade Teknologiska institutet sin verksamhet i Stockholm 1827. 1851 började Högre artilleriläroverket på Marieberg i Stockholm utbilda officerare i väg- och vattenbyggnad. Undervisningen togs över av Teknologiska institutet år 1871. Civilingenjör användes ursprungligen för att skilja på civila och militära studenter vid Högre artilleriläroverket. Bergsskolan i Falun överfördes till Stockholm 1876 och kom då att utgöra grundstommen i Kungliga Tekniska högskolan.
Länge var ingenjörsyrket endast tillgängligt för män. Detta berodde bland annat på att kvinnor inte ansågs passande till yrket, framför allt inom de handfasta utbildningarna som väg- och vattenteknik, maskinteknik och bergsvetenskap som menades var för ansträngande för kvinnor. Teoretiska linjer ansågs något mer lämpade till kvinnor och de kunde i vissa undantag bli antagna till dessa som specialelever vilket betydde att de fick börja på skolan om det fanns tomma platser efter antagningen av män. Kvinnorna som antogs behövde i regel även ha goda kontakter med skolorna genom en släkting eller liknande. Förkunskaperna som krävdes för att börja studera till ingenjör var däremot inte tillgängliga för kvinnor inom de statliga läroverken, utan kunde enbart inhämtas i privata skolor. 
Bland specialeleverna på sent 1800-tal fram till tidigt 1900-tal fanns bland annat Agnes Magnell som började arkitektlinjen 1897 och var den första kvinnliga studerande på en ingenjörslinje och Vera Sandberg som 1917 blev den första examinerade ingenjören på Chalmers tekniska högskola. I Sverige examinerades de två första kvinnliga byggnadsingenjörer, Elin Jacobsson och Anna Sandstedt den sista april 1907. De hade båda börjat vid Tekniska skolans kvinnliga avdelning och sedan fortsatt byggnadsyrkeskursen. De båda fick göra sin obligatoriska praktik före studierna "iklädda arbetskläder och murade i djupet av en källarvåning vid Malmskillnadsgatan", på grund av deras kön skedde detta i hemlighet.
På den Kungliga Tekniska högskolan blev kvinnor först godkända som ordinarie elever 1921. Trots att kvinnor nu fick möjlighet till ingenjörsutbildning fanns det kvar begränsningar för kvinnor inom yrket. Kvinnor tillsattes sällan lärar- och professorstjänster, hade ej tillgång till högre statliga tjänster och kunde bli avskedade på grund av giftermål eller graviditet. Kvinnors rätt till tjänst på universitet i Sverige lagstiftades 1925 och 1938 förbjöds det att avskeda kvinnor på grund av giftermål eller graviditet.

## Yrkestitel
I många europeiska länder är ingenjörstiteln högt ansedd och lagligt skyddad. I Frankrike får titeln ingénieur diplomé endast användas av de som tagit examen från en grand école med inriktning på ingenjörskonst. Den som använder titeln utan korrekt examen kan bli dömd till böter på €15 000 och ett års fängelse.
För att få titulera sig Europeisk ingenjör (EUR ING) krävs generellt en ingenjörsutbildning på avancerad nivå vid ett godkänt universitet och cirka 5 års yrkeserfarenhet. Sverige är relativt unikt i Europa i att ingenjörer inte har en skyddad yrkestitel.

## Utbildning
Ingenjörsutbildning hade ofta sitt ursprung i militära högskolor. De flesta europeiska länder har övergått till bolognasystemet och har därför delat upp den traditionella ingenjörsutbildningen i en kandidat och master.

### Europa

#### Finland
Finlands utbildningssystem är likt det tyska. Både universitet och yrkeshögskolor (AMK) har eftergymnasial ingenjörsutbildning. Universiteten erbjuder generellt diplomingenjörsexamen, som kan delas upp i en treårig kandidat och en tvåårig master. En diplomingenjörsexamen är forskningsförberedande och avslutas med en avhandling.
Yrkeshögskolorna erbjuder en mer praktiskt inriktad ingenjörsutbildning på 3,5-4 år.

#### Frankrike
För att få titulera sig "Ingénieur diplômé" i Frankrike krävs det att man genomgått en ingenjörsutbildning vid en grande école. Utbildningen består generellt av två års eftergymnasial förberedelse inför concours, som är ett nationellt prov där studenter rankas efter resultat. När studenten väl har blivit antagen till en grande école krävs ofta 3-4 års ytterligare studier för att få ett "Diplôme d'Ingénieur".

#### Sverige
I Sverige ges ett flertal olika ingenjörsutbildningar på universitet, gymnasium och högskolor. Den längsta kallas civilingenjör och kräver 300 högskolepoäng för examen, vilket motsvarar 5 års heltidsstudier.
Sjöingenjör är en fyraårig utbildning som förbereder den studerande för att verka som maskinbefäl på handelsfartyg. Utbildningen består av en treårig sjöingenjörsexamen (180 hp), tio månaders sjöpraktik, samt 90 högskolepoäng el- och verkstadspraktik.
Brandingenjör är en 3,5-årig (210 hp) utbildning som leder till brandingenjörsexamen. Syftet med utbildningen är att säkra och förebygga olika typer av bränder.
Högskoleingenjör är en treårig (180 hp) mer praktiskt inriktad ingenjörsutbildning som ges vid många universitet och högskolor.
Gymnasieingenjör är en ettårig ingenjörsutbildning som ges ut på vissa gymnasieskolor. 

## Teknisk officer i Sverige
Tekniska officerare utbildas på det treåriga officersprogrammet som ges vid Försvarshögskolan i Stockholm. Utbildningen syftar till att kunna leda och utveckla den tekniska tjänsten samt ge nödvändig teknisk förståelse för de tekniska möjligheter och begränsningar som finns på taktik och stridsteknik. 
Exempel på arbetsområden är teknisk tjänst, indirekt bekämpning, luftvärn, fältarbete, CBRN, ledningssystem, och informationssystem. Försvarsmakten anställer även civilingenjörer som officerare, så kallade försvarsingenjörer.

## Facklig organisation i Sverige
Tidigare organiserades ingenjörer i Sverige främst i Ingenjörsförbundet och Civilingenjörsförbundet, beroende på utbildning. Från och med 1 januari 2007 har dessa fackförbund gått samman under namnet Sveriges ingenjörer. Fackförbundet Unionen organiserar också ingenjörer. Vissa ingenjörer med specialutbildning kan även organiseras i andra förbund.

## Andra organisationer i Sverige
Ingenjörer och naturvetare utan gränser, INUG, är en organisation som samlar ingenjörer och naturvetare med intresse i biståndsprojekt.